# Isinga
Isinga (ros. Исинга) – wieś w Rosji, w Buriacji, w rejonie jerawnińskim. W 2010 liczyła 1027 mieszkańców.